# Goudwangvliegenpikker
De goudwangvliegenpikker (Zimmerius chrysops) is een zangvogel uit de familie Tyrannidae (tirannen).

## Verspreiding en leefgebied
Deze soort komt voor van zuidelijk Colombia en westelijk Venezuela tot Ecuador en noordelijk Peru.

## Status
De grootte van de populatie is niet gekwantificeerd maar de soort wordt omschreven als vrij algemeen. Op de Rode lijst van de IUCN heeft deze soort de status niet bedreigd.